# Lauraguel
Lauraguel é uma comuna francesa na região administrativa de Occitânia, no departamento de Aude. Estende-se por uma área de 7,01 km². Em 2010 a comuna tinha 624 habitantes (densidade: 89 hab./km²).